# Махонинг (округ)
Округ Махонинг (англ. Mahoning County) располагается в штате Огайо, США. Официально образован 1 марта 1846 года. По состоянию на 2010 год, численность населения составляла 238 823 человека.

## География
По данным Бюро переписи США, общая площадь округа равняется 1 101,502 км2, из которых 1 066,097 км2 суша и 35,379 км2 или 3,210 % это водоёмы.

## Население
По данным переписи населения 2000 года в округе проживает 257 555 жителей в составе 102 587 домашних хозяйств и 68 835 семей. Плотность населения составляет 239,00 человек на км2. На территории округа насчитывается 111 762 жилых строений, при плотности застройки около 104,00-х строений на км2. Расовый состав населения: белые — 81,04 %, афроамериканцы — 15,87 %, коренные американцы (индейцы) — 0,17 %, азиаты — 0,47 %, гавайцы — 0,02 %, представители других рас — 1,03 %, представители двух или более рас — 1,38 %. Испаноязычные составляли 2,97 % населения независимо от расы.
В составе 28,40 % из общего числа домашних хозяйств проживают дети в возрасте до 18 лет, 49,00 % домашних хозяйств представляют собой супружеские пары проживающие вместе, 14,10 % домашних хозяйств представляют собой одиноких женщин без супруга, 32,90 % домашних хозяйств не имеют отношения к семьям, 29,10 % домашних хозяйств состоят из одного человека, 13,10 % домашних хозяйств состоят из престарелых (65 лет и старше), проживающих в одиночестве. Средний размер домашнего хозяйства составляет 2,44 человека, и средний размер семьи 3,02 человека.
Возрастной состав округа: 23,70 % моложе 18 лет, 8,40 % от 18 до 24, 26,40 % от 25 до 44, 23,70 % от 45 до 64 и 23,70 % от 65 и старше. Средний возраст жителя округа 40 лет. На каждые 100 женщин приходится 91,40 мужчин. На каждые 100 женщин старше 18 лет приходится 88,00 мужчин.
Средний доход на домохозяйство в округе составлял 35 248 USD, на семью — 44 185 USD. Среднестатистический заработок мужчины был 36 313 USD против 23 272 USD для женщины. Доход на душу населения составлял 18 818 USD. Около 9,60 % семей и 12,50 % общего населения находились ниже черты бедности, в том числе — 19,10 % молодежи (тех, кому ещё не исполнилось 18 лет) и 8,70 % тех, кому было уже больше 65 лет.